# Знаки (балет)
«Знаки» (Signes) — одноактный танцевальный спектакль, созданный по заказу Парижской оперы хореографом Каролин Карлсон, композитором Рене Обри и художником Оливье Дебре. Идея спектакля была задумана Дебре, который хотел отразить в балете весь спектр своих эмоций, возникающих при созерцании таинственной улыбки Джоконды кисти Леонардо да Винчи.
Премьера состоялась 27 мая 1997 года в Париже, на сцене Опера-Бастий в исполнении артистов Парижской оперы. Главные партии исполняли этуали театра балерина Мари-Клод Пьетрагала и танцовщик Кадер Беларби.
Спектакль возобновлялся в 2000, 2004, 2008 и 2013 годах. Главную партию при возобновлениях исполняли танцовщик Кадер Беларби и балерина Мари-Аньес Жилло, которая после окончания спектакля 18 марта 2004 года была объявлена этуалью театра. Среди других составов основных исполнителей — балерины Аньес Летестю и Эмили Козетт, танцовщики Стефан Буйон и Эрве Моро.
В 2007 году запись балета была выпущена на DVD компанией BelAir Classiques (в главных партиях — Мари-Аньес Жилло и Кадер Беларби).

## Структура
Балет состоит из семи картин «на тему улыбки»:
- Знак улыбки (Signe du sourire)
- Луара утром (Loire du matin)
- Горы Гуйлинь (Monts de Guilin)
- Монахи Балтики (Les Moines de la Baltique)
- Дух синего (L'Esprit du bleu)
- Цвета Мадурая (Les Couleurs de Maduraï)
- Победа знаков (Victoire des Signes)

## Награды
- 1998 — «Виктуар де ля мюзик» в номинации «лучший танцевальный спектакль во Франции» (Каролин Карлсон).
- 1998 — три приза «Бенуа танца» в номинациях «лучший спектакль» (Каролин Карлсон), «лучшая сценография» (Оливье Дебре) и «лучшая женская роль» (Мари-Клод Пьетрагала).